# Cacciavite a percussione

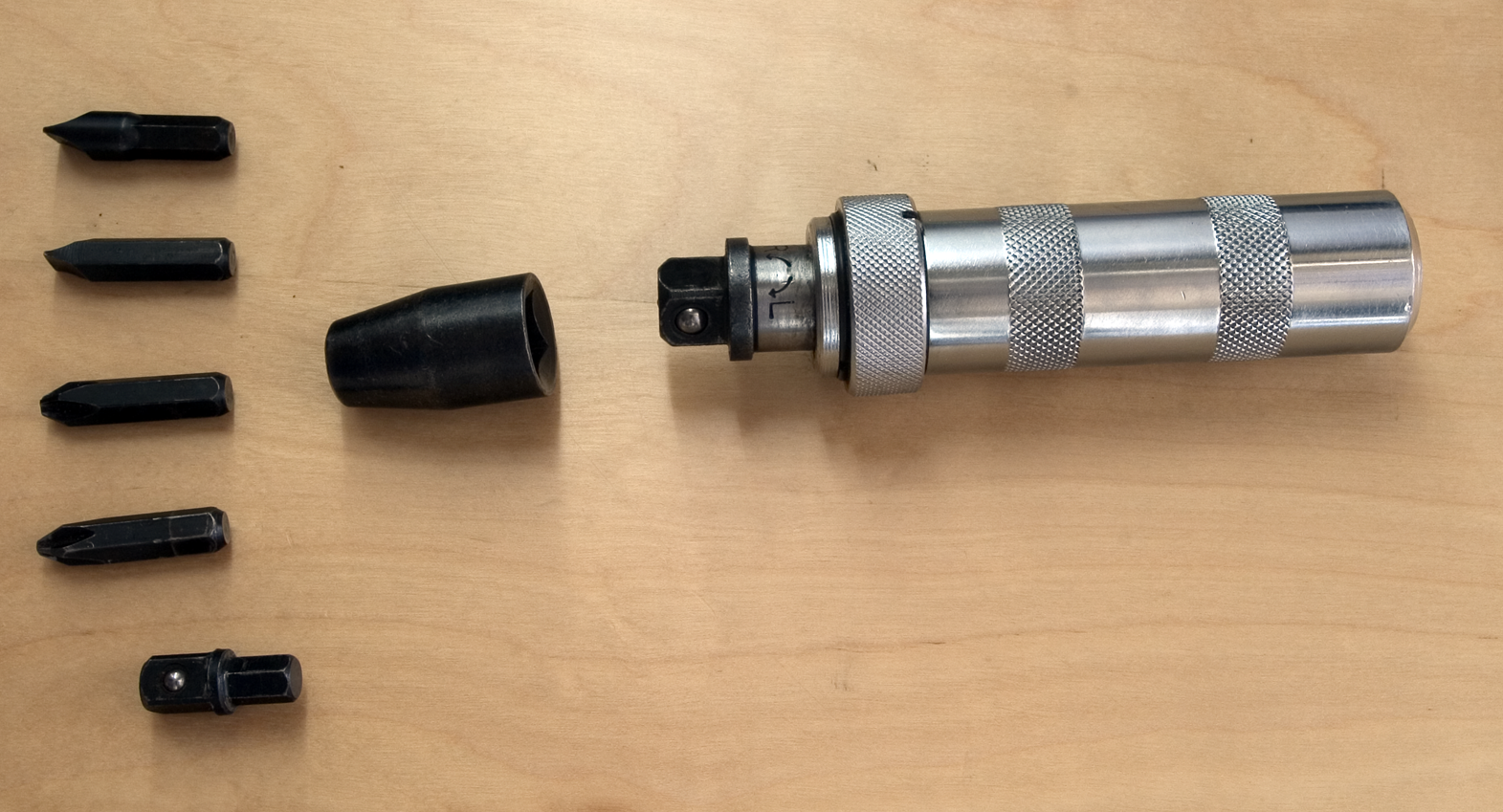
Un cacciavite a percussione con punte e adattatori.

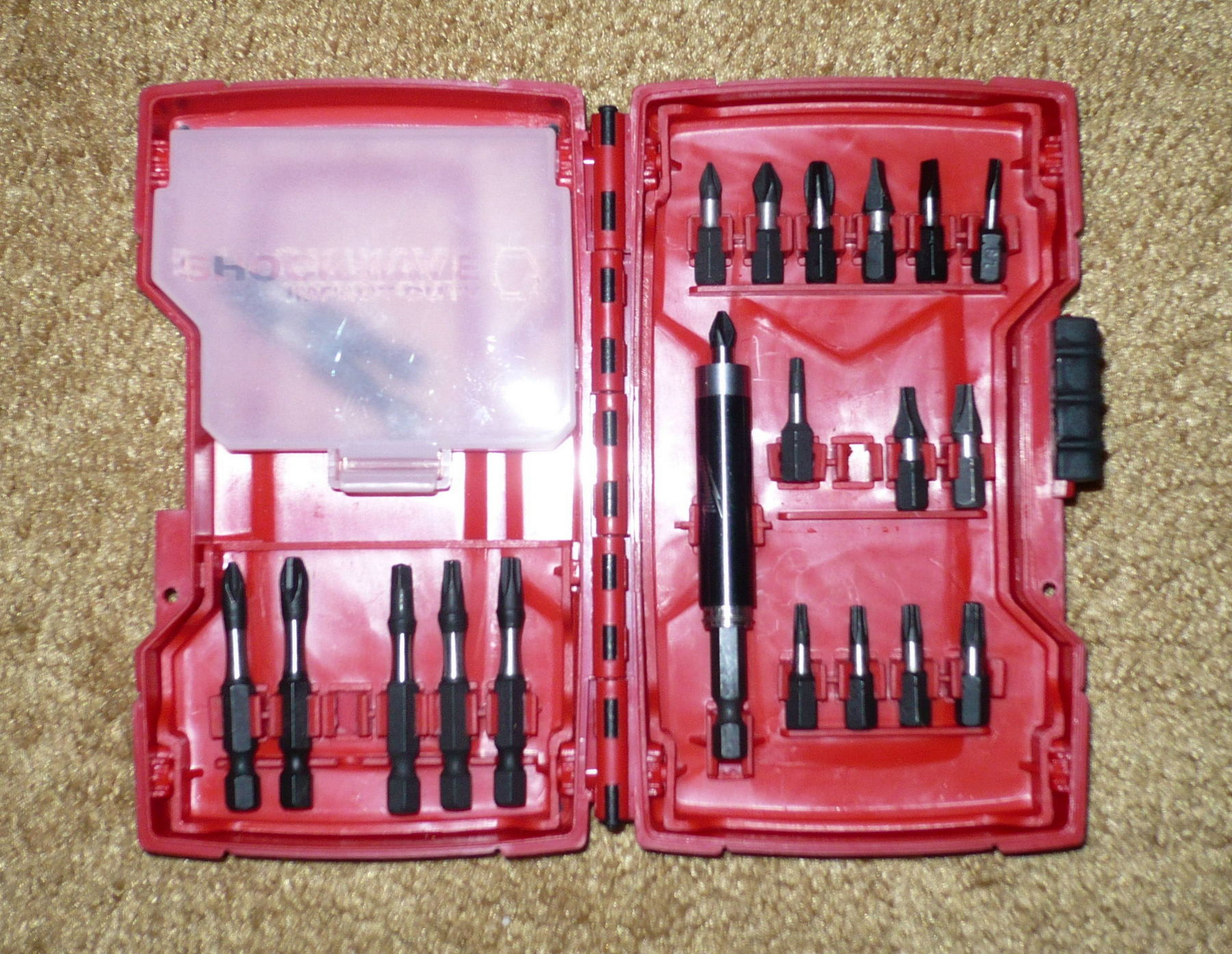
Un set completo di cacciavite a percussione e relative punte.

Un cacciavite a percussione - o ad impatto - manuale è uno strumento che fornisce un'intensa e improvvisa forza di rotazione e di spinta quando viene colpito sulla parte posteriore con un martello. Viene spesso utilizzato dai meccanici per allentare o svitare viti, bulloni e dadi che sono bloccati o che hanno coppia di torsione molto elevata, ovvero eccessivamente avvitati. La direzione può anche essere invertita per le situazioni in cui le viti devono essere serrate con una torsione maggiore di quella che un cacciavite può fornire.
Il cacciavite a percussione manuale è costituito da una pesante guaina esterna che circonda un nucleo interno unito ad essa con un profilo scanalato. La scanalatura è curva in modo tale che quando l'utente colpisce il manico esterno con un martello, la forza diretta verso il basso agisce sulla scanalatura stessa per produrre una forza di rotazione sul nucleo e quindi sull'incavo o sulla punta alla sua estremità. Lo strumento traduce l'intenso momento di inerzia del manico al nucleo per generare una grande forza di torsione. Allo stesso tempo, il colpo d'impatto del martello spinge il cacciavite all'interno nella vite riducendo o eliminando lo slittamento e la conseguente usura della vite stessa. Questa proprietà va a particolare beneficio delle viti Phillips (a croce), particolarmente inclini allo slittamento. È eccellente anche se usato con le viti Robertson (a brugola quadrata) che sono di uso comune in Canada. È meno vantaggioso per le viti a taglio, e non fornisce alcun vantaggio con la maggior parte degli altri tipi di vite.
I cacciaviti a percussione elettrica, spesso senza fili, offrono un'azione di martellamento rotante e vengono utilizzati soprattutto per avvitare, ma non riescono a fornire una spinta in avanti pari a quella offerta da un cacciavite a percussione manuale.